# Білопорозька ГЕС
Білопорозька ГЕС — гідроелектростанція, що споруджується у Карелії. Знаходячись між Юшкозерською ГЕС (18 МВт, вище по течії) та Кривопорозькою ГЕС, входить до складу каскаду на річці Кем, яка впадає до протоки Західна Соловецька Салма (Біле море).
В 1993 році розпочали спорудження станції потужністю 130 МВт за проєктом, який передбачав зведення греблі висотою 25 метрів, котра б утворила водосховище площею 210 км2 та дозволила використати напір у 17,9 метра. За шість років через відсутність коштів будівництво призупинили, після чого, з урахуванням протестів проти затоплення значних території, переробили проєкт. Тепер Кем перекриватиме кам'яно-накидна/земляна гребля висотою 21 метр, довжиною 1140 метрів та шириною по гребеню 10 метрів, яка утримуватиме резервуар з площею поверхні лише 23 км2. При цьому доступний гідроагрегатам напір скоротився до 13,1 метра.
У греблю буде інтегровано два машинні зали, кожен з яких міститиме по дві турбіни типу Каплан потужністю по 12,5 МВт. Така конфігурація обрана з метою формального розділення проєкту на дві частини (Білопрозька ГЕС 1 та Білопорозька ГЕС 2), кожна з яких при номінальній потужності 24,9 МВт відповідатиме критеріям малої гідроелектростанції.
За рік ГЕС вироблятиме 231 млн кВт-год електроенергії. Видача продукції відбуватиметься по ЛЕП, розрахованій на роботу під напругою 220 кВ.
Будівельні роботи за проєктом відновились у 2016-му, а введення станції в експлуатацію заплановане на 2019 рік.